# Ukkosensaari (ö, lat 66,01, long 28,41)
Ukkosensaari är en ö i Finland. Den ligger i sjön Livojärvi och i kommunen Posio i den ekonomiska regionen  Östra Lapplands ekonomiska region  och landskapet Lappland, i den nordöstra delen av landet, 700 km norr om huvudstaden Helsingfors. Öns area är 3,5 hektar och dess största längd är 340 meter i sydöst-nordvästlig riktning.